# Швейцарская кухня
Швейцарская кухня (нем. Schweizer Küche, фр. Cuisine suisse, итал. Cucina svizzera, романш. Cuschina svizra) — национальная кухня Швейцарии. Швейцарская кухня обнаруживает значительное сходство с гастрономическими культурами соседних Германии и Австрии, выражающееся прежде всего в одинаковом исходном наборе продуктов питания, но обладает собственными региональными традициями, обусловленными иным этническим составом населения.
Швейцарская кухня заслуживает признания у гурманов всего мира, несмотря на достаточно сильное влияние соседних стран (Германии, Франции и Италии), у неё немало своих деликатесов и одно из главных достопримечательностей Швейцарии — это шоколад. 
Швейцария известна не только культурным и национальным разнообразием, но также и богатым выбором блюд французской, итальянской, немецкой кухни. Швейцарское традиционное питание базируется на нескольких основополагающих компонентах. Наиболее распространённые компоненты швейцарской кухни: молоко, масло, сыр, картофель, кукуруза, свёкла, лук, капуста, сравнительно небольшое количество мяса и умеренно подобранный букет ароматических специй и трав. Несмотря на высокоразвитое животноводство в стране, мясо до сих пор нечастый гость на столе швейцарцев.
Наиболее известным блюдом швейцарской кухни признано фондю. Важной составляющей швейцарской кухни являются сыры и блюда на их основе. Наиболее известными швейцарскими сырами за пределами Швейцарии являются грюйер, эмменталь и аппенцеллер. В историю швейцарской кухни также вошёл горячий овощной суп, который национальная героиня Катрин Руайом вылила на головы штурмовавших Женеву савойских захватчиков в 1602 году.

## Традиционные швейцарские блюда

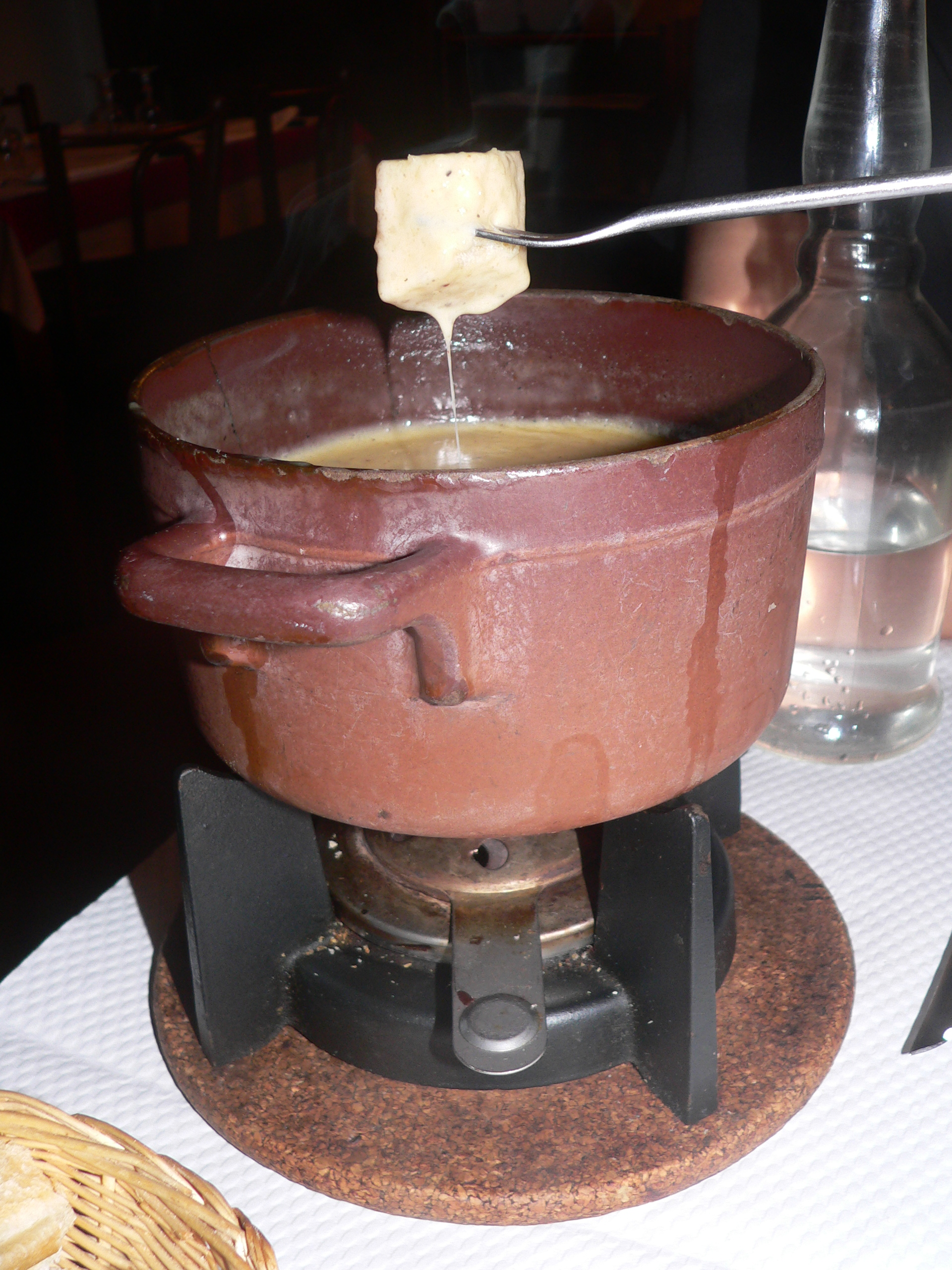
Фондю

Характерные блюда швейцарской кухни:
- Фондю
- Рёшти
- Тартифлетт
- Колбасный салат по-швейцарски
- Швейцарский суп с сыром
- Швейцарский рулет
- Полента
- Раклет

### Романдия
Из франкоязычной Романдии происходят сырное фондю (кантон Во) и раклет (кантон Вале), ставшие популярными во всей Швейцарии. Блюдо из картофеля и колбасы папет водуа. Из Вале также родом пирог «холера» из картофеля, яблок и сыра, рецепт которого сложился во время эпидемии холеры.
Самым известным блюдом побережья озера Леман является жареное филе озёрного окуня «филе-дё-перш».

### Граубюнден
Безусловным специалитетом кантона Граубюнден является вяленое мясо, прежде всего говядина. В выпечке часто используются лесные ягоды и орехи.

### Немецкая часть Швейцарии
Кухню немецкоговорящей части Швейцарии отличает близость к кулинарным традициям Австрии и Германии, однако, существуют и свои собственные блюда, отсутствующие в традиционных кухнях соседей. Наиболее известные примеры — рёшти, цюрихский гешнетцельтес и морковный пирог из Аргау. К тому же, в немецкой части весьма популярны пряники и другая относительно простая выпечка.

### Тичино
Кухня Тичино имеет общие черты с кухней соседней итальянской Ломбардии. Наиболее известные блюда — это полента и шафрановое ризотто.
Близость с Италией отразилась и на появлении популярного блюда Макароны по-пастушьи.

## Десерты
- Печенье Базельские брунели
- Пряник по-швейцарски
- Печенье «Лепестки лотоса»
- Меренги (безе)

Шоколад производят в Швейцарии с XVIII века, но свою высокую репутацию он приобрел в конце XIX века с изобретением современных технологий, таких как конширование и темперирование, что позволило производить его на высоком уровне качества. Также прорывом стало изобретение Даниэлем Питером твердого молочного шоколада в 1875 году.